# Nowe Granne
Nowe Granne [ˈnɔvɛ ˈɡrannɛ]  est un village polonais de la gmina de Perlejewo dans le powiat de Siemiatycze et dans la voïvodie de Podlachie.